# Guerilla Maab
Guerilla Maab — американський реп-гурт, який було сформовано в 1998 р. Спершу до складу входили 4 учасники, проте невдовзі він скоротився до 3 осіб, коли T.A.Z. відійшов від музики. Після того, як Z-Ro покинув гурт, дует почав видавати релізи як Guerilla Maab 3D2. Z-Ro пізніше повернувся в гурт, але возз'єднання було недовгим. Dougie D зайнявся сольною кар'єрою, а Z-Ro та Trae створили дует ABN. У 2002 вийшов спільний альбом Dougie D й Trae Year of the Underdawgs.

## Дискографія

### Студійні альбоми
| Назва                    | Інформація                                           |
| ------------------------ | ---------------------------------------------------- |
| Rise                     | - Випущений: 1 липня 1999                            |
| In the Mist of Guerillas | - Випущений: 10 жовтня 2000 - (як Guerilla Maab 3D2) |
| Resurrected              | - Випущений: 28 травня 2002                          |

### Компіляції
- 2006: Guerilla Maab Hitz, Vol. 1
- 2007: Evolution